# Annisse Kirke
Annisse Kirke ligger i landsbyen Annisse ca. 6 km syd for Helsinge og tæt på Arresø.
Annisse Kirke deler kirkekontor med Ramløse Kirke. Kirkekontoret ligger ved Ramløse Kirke.
Annisse kirke består af et romansk kor og skib , et ombygget tårn , et sengotisk våbenhus og en korforlængelse.

## Inventar
Altertavlen forestillende Kristi Himmelfart, som forefindes i tilnærmelsesvis kopi i Kregme Kirke, er i 1845 udført af J. L. Lund. Bag alteret finder man en tavle med registrering af kirkens præster siden reformationen. Døbefonten i Sandsten er prydet med 2 våbenskjolde samt indskriften: "Saxe Jensen 1637", som var præst ved kirken fra 1615-51 . Det andet våbenskjold er knyttet til lensmanden på Kronborg 1627-41, Frederik Urne samt hustru Karen Arenfeldt. En senere renovering af kirken foretoges i 1967 under ledelse af arkitekt Jan Gehl.

## Historie
De første historiske kilder om kirken stammer fra cirka 1175 i forbindelse med et mageskifte mellem biskop Absalon og Æbelholt Kloster 1175. Efter reformationen blev kirken anneks til Ramløse med Annissegård som anneksgård. Kirken er blevet renoveret op til flere gange som for eksempel i 1650, hvor tårnet blev genopbygget.
Bygningen består af et romansk kor og skib, et stærkt ombygget tårn, et sengotisk våbenhus og en udbygning af koret, der blev udført 1847.
På tårnets nord- og vestside findes bogstaverne A og V, som skulle være initialerne for Anne Vind, hustruen til lensmanden på Kronborg, som ca. 1650 forestod en genopbygning af tårnet. Sydsidens Chr. 5.-monogram samt initialerne O K (Otto Krabbe) og H B (biskop Henrik Bornemann) stammer fra en restaurering udført 1699.
Der er mange historier og sagn om Annisse Kirke.
Et sagn fortæller, at initialerne A og V på tårnets nord- og vestside skyldes fru Ane Villumsdatter, Hovgårdens sidste frue, der, som følge af mangel på arvinger, skulle have testamenteret gårdens byggesten som materiale til kirkens tårn.
Ifølge et andet sagn skulle kirken have stået på "Thomsebakken", men måtte flyttes herfra på grund af trolde.

## Eksterne kilder og henvisninger
1. ↑  "Ramløse-Annisse pastorats web-side". Arkiveret fra originalen 23. januar 2016. Hentet 13. maj 2013.

- Annisse Kirke hos KortTilKirken.dk
- Annisse Kirke hos danmarkskirker.natmus.dk (Danmarks Kirker, Nationalmuseet)